# كريستوفر رايت
كريستوفر رايت (بالإنجليزية: Christopher Wright)‏ هو كاتب وكاتب للأطفال أمريكي، ولد في 24 نوفمبر 1964 في بونتياك في الولايات المتحدة.